# Alan Turing
Alan Mathison Turing (Maida Vale (Londen), 23 juni 1912 – Wilmslow, 7 juni 1954) was een Britse wiskundige, computerpionier en informaticus, mathematisch bioloog en logicus. Hij was zeer invloedrijk in de ontwikkeling van de theoretische computerwetenschap, door de concepten van algoritme en berekenbaarheid te formaliseren met de door hem ontwikkelde Turingmachine, waardoor hij kan worden beschouwd als een pionier van de moderne computer.

## Leven

### Jeugd en studie
Alan Turing was het tweede kind van Julius Mathison Turing en Ethel Sara Stoney. Hij had één oudere broer: John Turing. Julius werkte voor de Indian Civil Service, die hem in Brits-Indië plaatste. Daar ontmoette hij Ethel, met wie hij later in het huwelijk trad. Door de overzeese tewerkstelling van hun vader groeiden Alan en John op in verschillende pleeghuizen. In die pleeghuizen werden originaliteit, wetenschap en expressie ontmoedigd. Desondanks las Turing in zijn jeugd het boek Natural Wonders Every Child Should Know, waarover hij later zei dat het een grote invloed op hem had gehad.
Turing studeerde vanaf 1931 wiskunde aan de Universiteit van Cambridge. Hij kwam terecht in een wereld van deïsme en intellectuele uitdagingen. In 1935 maakte hij kennis met het zogeheten Entscheidungsproblem en publiceerde hij zijn artikel On Computable Numbers, with an Application to the Entscheidungsproblem. Dit beslissingsprobleem laat zich als volgt omschrijven: "bestaat er een algoritme waarmee bewezen kan worden of een wiskundige bewering waar is of niet?" (is het antwoord op een logische vraag berekenbaar?). In 1936 kwamen Turing en, onafhankelijk van hem, ook Alonzo Church, tot de conclusie dat het algemene antwoord 'nee' luidt onder bepaalde voorwaarden: de Church-Turing-hypothese.

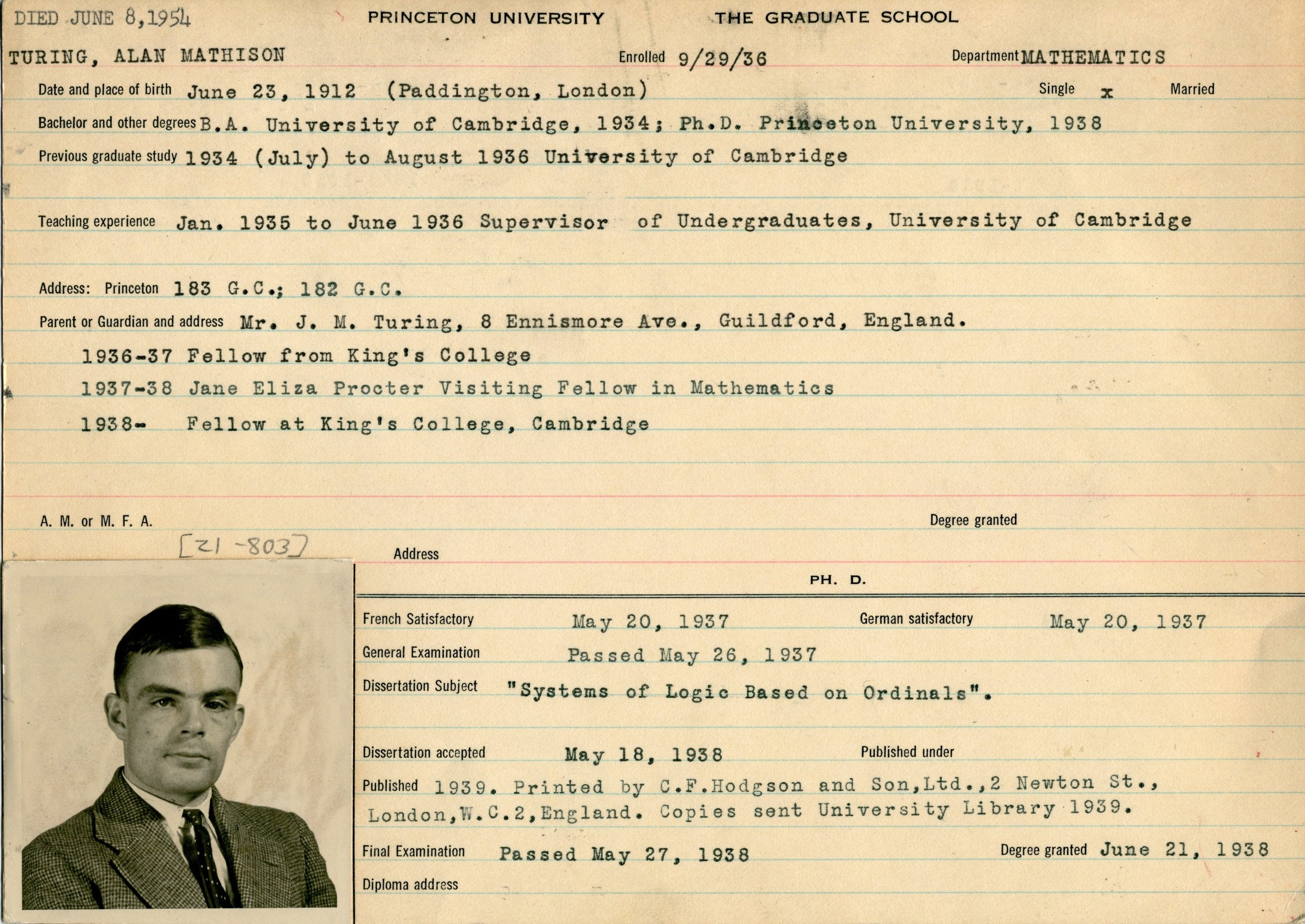
Persoonskaart van Alan Turing als promovendus aan Princeton University (1936)

Op basis van dit artikel bedacht Turing de Logical Computing Machine. Dit gedachte-experiment werd later de turingmachine genoemd. Na Cambridge werkte Turing van 1936 tot 1938 bij Church aan de Princeton-universiteit in de Verenigde Staten. Daarna keerde hij terug naar Cambridge.

### Tweede Wereldoorlog

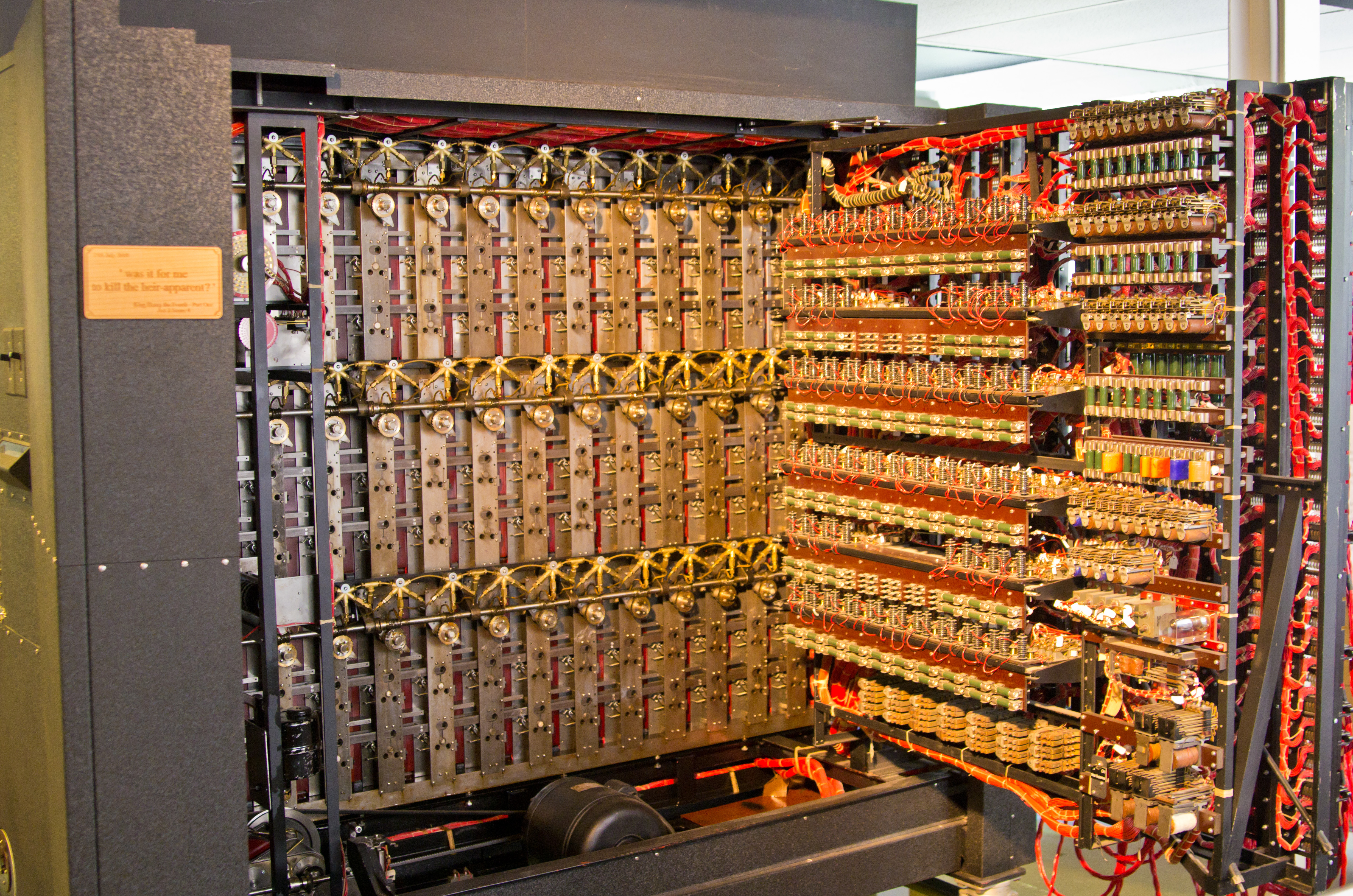
Door Turing ontwikkelde bombe in Bletchley Park

Ten tijde van de Tweede Wereldoorlog werkte Turing in het geheim bij de Government Code and Cipher School, gehuisvest op het landgoed Bletchley Park. Dit was de Britse crypto-analytische dienst, die als doel had onderschepte gecodeerde berichten van de Duitsers te ontcijferen, zodat de geallieerden de vijand een stap voor konden zijn. Turing maakte deel uit van een team dat succesvol voortbouwde op het werk van de Poolse wiskundigen Marian Rejewski, Henryk Zygalski en Jerzy Różycki, die een decoderingsapparaat hadden uitgevonden dat de codes kon ontcijferen die door het Enigma-apparaat, een Duits coderingssysteem, waren gegenereerd. De ontcijfering van de Enigma wordt vaak aangehaald als een van de grootste prestaties in de Tweede Wereldoorlog die de alliantie de uiteindelijke overwinning zou hebben gebracht.

### Na de Tweede Wereldoorlog
Na de oorlog werkte Turing aan de universiteit van Manchester, waar hij de Deputy Director of the Computing Laboratory werd. Hij bouwde de Automatic Computing Engine (ACE). In 1950 publiceerde Turing in het tijdschrift Mind een artikel getiteld Computing Machinery and Intelligence. Hierin beschreef hij zijn turingtest, een methode om te onderzoeken of de intelligentie van een machine te onderscheiden is van menselijke intelligentie. 
Hij bleef ook in het geheim werken voor GCHQ, tot hij daar in 1948 wegens zijn homoseksualiteit geweerd werd, omdat hij daardoor door de geheime dienst als een veiligheidsrisico werd beschouwd.
Turing werd voor zijn vitale bijdragen aan de oorlogsinspanning in 1945 geëerd met de benoeming tot Officier in de Orde van het Britse Rijk, en in 1951 werd hij voor zijn belangrijke bijdragen aan de wiskunde gekozen tot lid (fellow) van de Royal Society. De A.M. Turing Award wordt algemeen gezien als de hoogste onderscheiding in de informatica. Na de oorlog werkte Turing tevens aan wiskundige modellen voor de ontwikkelingsbiologie, onder meer hoe kleurpatronen op de huid ontstaan.

### Vervolging en overlijden
In 1952 werd Turing gearresteerd wegens homoseksuele handelingen (die tot 1967 in Engeland voor mannen strafbaar waren) en veroordeeld, waarbij hij kon kiezen tussen een experimentele chemische castratie gedurende een jaar, of een gevangenisstraf. Turing koos het eerste. De hormonen waarmee hij werd geïnjecteerd, leidden onder meer tot borstvorming.
Op 7 juni 1954 werd hij dood aangetroffen met een appel, die, naar beweerd werd, met cyanide vergiftigd was. Er wordt over zijn dood veel gespeculeerd. De officiële doodsoorzaak is zelfmoord, maar er wordt beweerd dat hij door de Engelse geheime dienst is vermoord, omdat hij te veel zou weten over geheime codes en daardoor een te groot veiligheidsrisico werd.
In juni 2012 liet de Turingexpert Jack Copeland op een congres weten dat Turings dood een ongeluk kan zijn geweest. De appel zou, volgens deze bron, nooit op cyanide zijn onderzocht. Bovendien waren er in Turings gedrag kort voor zijn dood geen aanwijzingen dat het niet goed met hem ging. Ook is bekend dat Turing thuisexperimenten met cyanide uitvoerde, waarbij hij slordig met dit materiaal zou zijn omgegaan. In ieder geval bleek, uit de autopsie, een blootstelling aan cyanide de doodsoorzaak.
In zijn (niet getrouw verfilmde) Turingbiografie brengt wiskundige en schrijver Andrew Hodges de mogelijkheid naar voren dat Turing inderdaad zelfmoord heeft gepleegd, maar zijn 'experimenten' gebruikte om voor zijn moeder de gedachte open te laten dat zijn dood een ongeval was.

## Werk
Turing verrichtte tijdens zijn leven veel belangrijk werk. Het belangrijkst waren zonder twijfel zijn theoretische vorderingen op het gebied van de berekenbaarheid (de turingtest) en de ontwikkeling van de turingmachine, een mechanisch model van berekening en berekenbaarheid, en daarmee een model voor een computer.  
Het bekendst bij het grote publiek is zijn betrokkenheid bij het kraken van de Enigma-code tijdens de Tweede Wereldoorlog. Turing ontwikkelde de bombe, waarmee de Enigma-code kon worden gekraakt, waardoor de Britten onder andere op de hoogte waren van de locaties van Duitse onderzeeërs.

## Eerbewijzen; postuum eerherstel

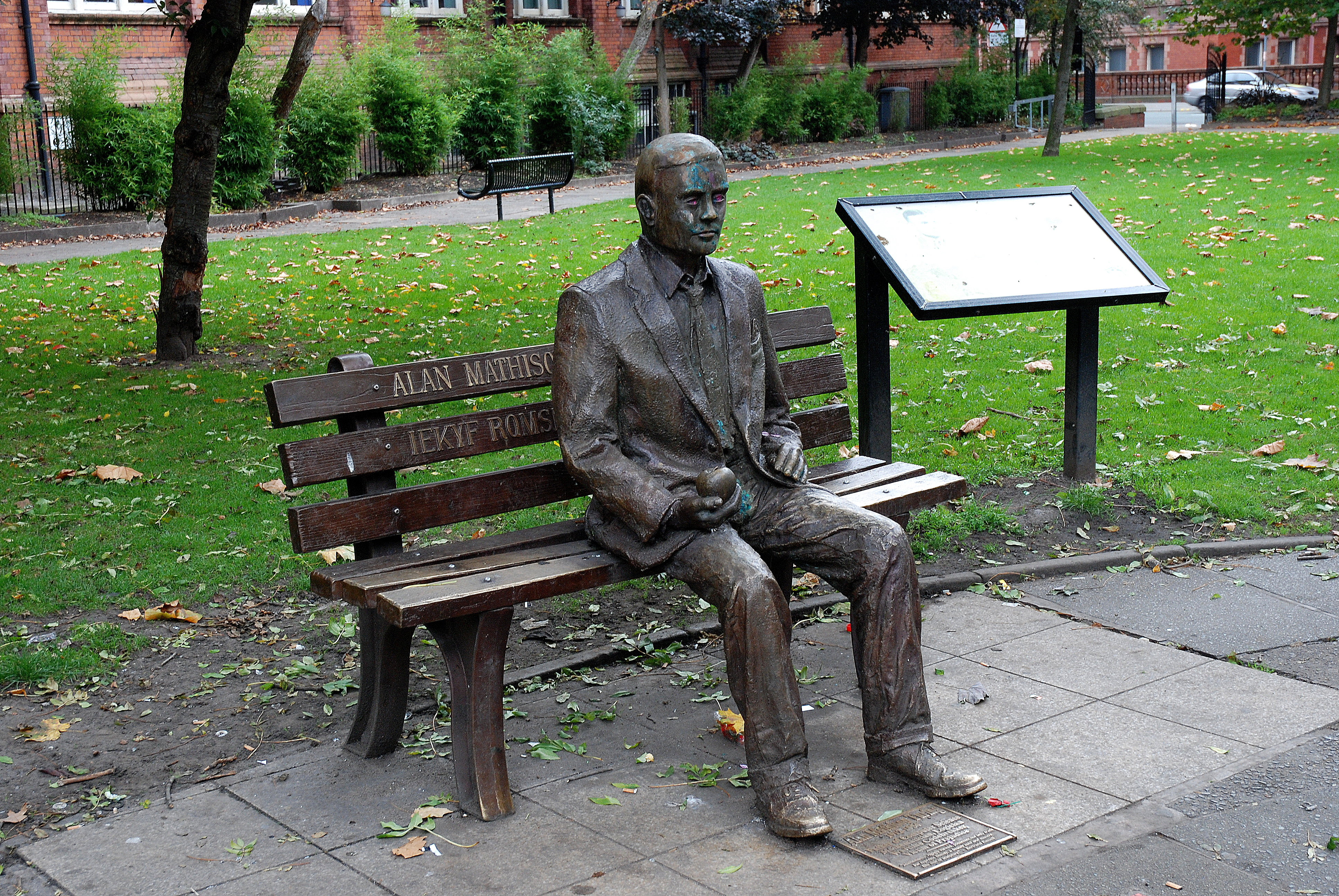
Standbeeld van Alan Turing in Manchester

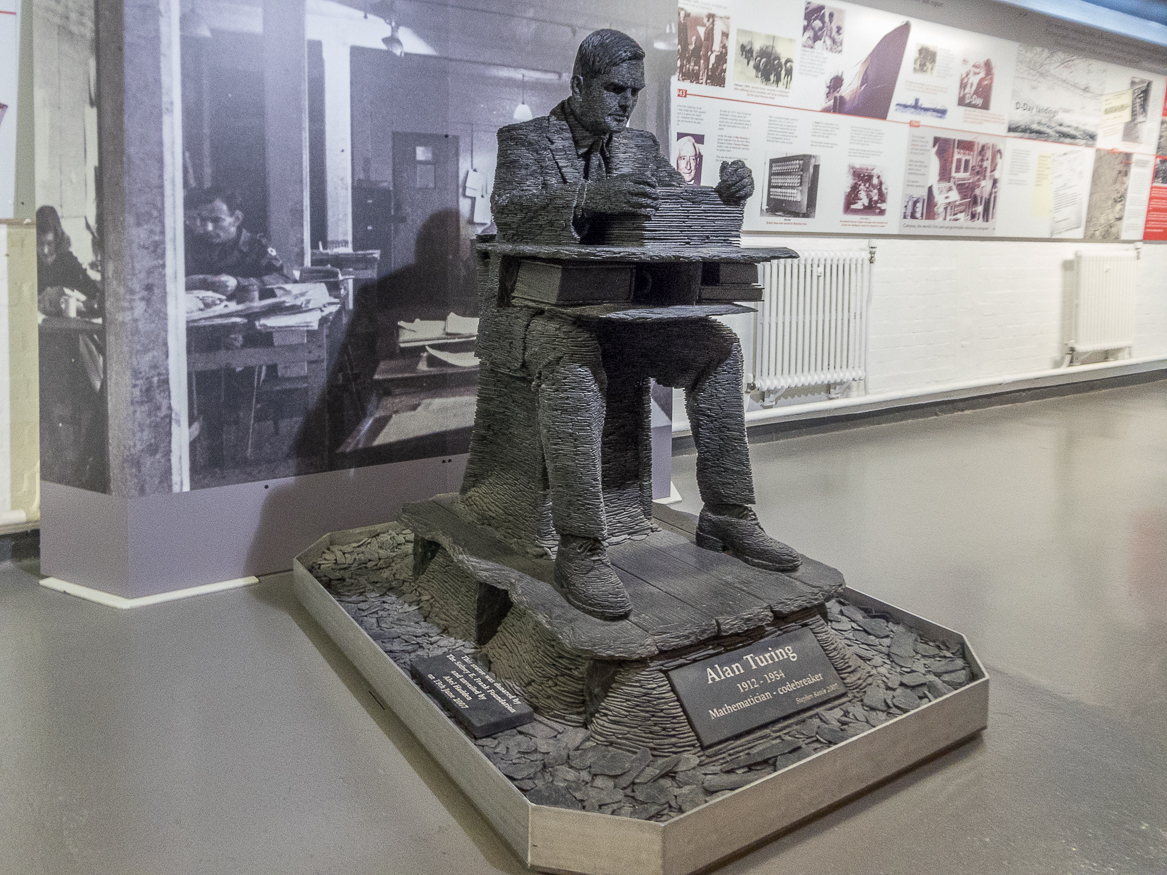
Standbeeld van Alan Turing in Milton Keynes. Het door Stephen Kettle in opdracht van de Amerikaanse miljardair Sidney Frank gemaakte beeld weegt 1,5 ton en bestaat uit een half miljoen stukjes leisteen uit Wales

- In 1966 werd de A.M. Turing Award ingesteld, die gezien wordt als de hoogste onderscheiding in de informatica.
- In de jaren 1980 schreef Hugh Whitemore Breaking the Code, een toneelstuk over het leven van Alan Turing, met Derek Jacobi in de hoofdrol. In 1989 werd de Nederlandse versie (De verbroken Code) in de regie van Jo Dua op de planken gebracht. De hoofdrol werd gespeeld door Willem Nijholt.
- In 2001 werd ter nagedachtenis aan Turing het Alan Turing-monument onthuld. Het bevindt zich in de buurt van Canal Street, de homobuurt van Manchester. In Ipswich werd door een vriend, Chrispin Rope, eveneens een herdenkingsmonument opgericht, waarvan de vormgeving de wiskunde verbeeldt.
- Eveneens in 2001 werd het kraken van de code verfilmd onder de titel Enigma, gebaseerd op de roman Enigma uit 1995 van Robert Harris. In deze film speelde Dougray Scott de rol van de briljante wiskundige Thomas Jericho, maar die rol was gebaseerd op de figuur van Alan Turing.
- In 2006 werd door de Nederlandse ondernemer Pieter Geelen de Turing Foundation opgericht, een stichting die zich inzet voor goede doelen.
- In 2009 publiceerde de Zweedse schrijver David Lagercrantz een biografische thriller over Turing,Syndafall i Wilmslow, waarvan de Nederlandse vertaling verscheen in 2016 met als titel De val van Turing.
- Omstreeks 2009 gingen er stemmen op in het Verenigd Koninkrijk die pleitten voor een postuum eerherstel.[9] In september dat jaar heeft premier Gordon Brown namens de regering postuum excuses aangeboden aan Alan Turing.[10][11]
- Op 24 december 2013 verleende koningin Elizabeth II Alan Turing gratie en werd zijn veroordeling wegens homoseksualiteit uit de boeken geschrapt.[12]
- In 2014 kwam de Brits-Amerikaanse film The Imitation Game uit over het leven van Turing. Hij wordt hierin gespeeld door Benedict Cumberbatch.

### Bankbiljet
Op 23 juni 2021, Turings verjaardag, bracht de Bank of England een 50 pondbiljet met zijn portret. Hiermee verstootte hij de wetenschappers Matthew Boulton en James Watt van het biljet, zij stonden daar vanaf 2 november 2011 afgebeeld. Turing is uitgekozen uit een shortlist van 12 mogelijke kandidaten te weten: Mary Anning, Paul Dirac, Rosalind Franklin, Stephen Hawking, William & Caroline Herschel, Dorothy Crowfoot Hodgkin, Ada Lovelace & Charles Babbage, James Clerk Maxwell en Srinivasa Ramanujan.

## Publicaties

### Verzamelde werken
- Collected Works of A. M. Turing, 1992.

1. Mechanical Intelligence, ed. Darrel Ince, 1992, ISBN 0-444-88058-5
2. Morphogenesis, ed. P. T. Saunders, 1992, ISBN 0-444-88486-6
3. Pure Mathematics, ed. J. L. Britton, 1992, ISBN 0-444-88059-3
4. Mathematical Logic, eds. R. O. Gandy and C. E. M. Yates, 2001, ISBN 0-444-50423-0.

### Berekenbaarheid, beslisbaarheid en turingmachine
- On Computable Numbers, with an Application to the Entscheidungsproblem, Proceedings of the London Mathematical Society, series 2, 42, p. 230–65, 1937, DOI:10.1112/plms/s2-42.1.230, in pdfvorm
- On Computable Numbers, with an Application to the Entscheidungsproblem: A correction, Proceedings of the London Mathematical Society, series 2, volume 43, p 544–6, DOI:10.1112/plms/s2-43.6.544, 1938 submitted on 28 May 1936.

### Zuivere wiskunde
- On the Gaussian Error Function, King's College Fellowship dissertation (1935).
- Equivalence of Left and Right Almost Periodicity, J. London Math. Soc. 10, pp 284-285 (1935)
- Finite Approximations to Lie Groups, Ann. of Math. 39 (1), pp 105-111 (1938)
- The Extensions of a Group, Compositio Math. 5, pp 357-367 (1938)
- A Method for the Calculation of the Zeta-Function, Proc. London Math. Soc. (2) pp 180-197 (1943, submitted 1939)
- Rounding-off Errors in Matrix Processes, Quart. J. Mech. Appl. Math. 1, pp 287-308 (1948)
- The Word problem in Semi-Groups with Cancellation, Ann. of Math. 52 (2), pp 491-505 (1950)
- Some Calculations of the Riemann Zeta-function, Proc. London Math. Soc. (3) pp 99-117 (1953)

### Morfogenese
- "The Chemical Basis of Morphogenesis", Philosophical Transactions of The Royal Society of London, series B, volume 237, p. 37–72, 1952.

## Trivia
- Er wordt weleens gezegd dat het logo van Apple Inc. (een appel met een hap er uit) een verborgen hommage aan Alan Turing is. Volgens de biograaf van Turing, Andrew Hodges, is dit niet het geval.[15] Ook Rob Janoff, ontwerper van het Applelogo, spreekt dit tegen.[16]

## Websites
- A Hodges. Alan Turing — a short biography.

- Association for Computing Machinery: 81100339134
- Bibsys: 90064316
- Biblioteca Nacional de España: XX945020
- Bibliothèque nationale de France: cb12205670t (data)
- Catàleg d'autoritats de noms i títols de Catalunya: 981058515637606706
- CiNii: DA01256994
- DBLP: t/AlanMTuring
- Gemeinsame Normdatei: 118802976
- International Standard Name Identifier: 0000 0001 1058 9902
- Library of Congress Control Number: n83171546
- Nationale Bibliotheek van Letland: 000054740
- Mathematics Genealogy Project: 8014
- Bibliotheek van het Japanse parlement: 00621580
- Nationale Bibliotheek van Tsjechië: jn19990008646
- Nationale Bibliotheek van Israël: 987007268998905171
- Nationale Bibliotheek van Polen: a0000001184480
- Nederlandse Thesaurus van Auteursnamen: 070580685
- Istituto Centrale per il Catalogo Unico: MILV072363
- LIBRIS: 254262
- SNAC: w65x59c7
- Système universitaire de documentation: 030691621
- Semantic Scholar: 2262347
- Virtual International Authority File: 41887917
- WorldCat: E39PBJtGYtTjqWfttCGPh3cpT3